# مصطفى أبو زيد فهمي
د. مصطفى أبو زيد فهمي كان وزير العدل المصري في عهد الرئيس محمد أنور السادات. وأول من تولى منصب المدعي العام الاشتراكي بمصر. أما الآن فهو أستاذ القانون العام بجامعة الإسكندرية والمحامي لدى محكمة النقض والمحكمة الإدارية العليا وله أراء هامة في التعديلات الدستورية الجديدة بكتابه الوجيز في النظام الدستوري المصري بعد التعديلات الدستورية. رأى الوزير الأسبق أن حكومة مصر برئاسة أحمد نظيف ليست دستورية، ووصفها "بالمغتصبة".

## مؤلفات
لمصطفى أبو زيد عدة مؤلفات منها:
- الوسيط في القانون الإداري
- فن الحكم في الإسلام
- القانون الدستوري المصري
- النظرية العامة للدولة
- النظم السياسية والقانون الدستوري
- طرق الطعن في أحكام مجلس الدولة
- انهيار الماركسية كان أمرًا طبيعيًا والنظام الدستورى الإسلامي هو الحل المرتقب
- الدعاوي الإدارية دعوة الإلغاء - دعوى التسوية